# Nyctemera kiriwana
Nyctemera kiriwana là một loài bướm đêm thuộc phân họ Arctiinae, họ Erebidae.